# Caledothele elegans
Caledothele elegans – gatunek pająka z infrarzędu ptaszników i rodziny Euagridae.

## Taksonomia
Gatunek ten opisany został po raz pierwszy w 1991 roku przez Roberta Ravena na łamach „Mémoires du Muséum National d'Histoire Naturelle de Paris”. Jako lokalizację typową wskazano szczyt Mou na Nowej Kaledonii. Epitet gatunkowy oznacza po łacinie „elegancka” i odnosi się do wzoru na ciele pająka.

## Morfologia
U jedynej zmierzonej samicy ciało ma 11 mm długości przy prosomie długości 4,3 mm i szerokości 3,1 mm, a opistosomie (odwłoku) długości 5,8 mm i szerokości 4,6 mm. Karapaks jest pomarańczowobrązowy z ciemnoobrązowymi znaczeniami, porośnięty brązowymi, falistymi włoskami. Ośmioro oczu rozmieszczonych jest na planie prostokąta. Oczy pary przednio-środkowej w widoku grzbietowym leżą bardziej z przodu niż oczy pary przednio-bocznej, a oczy pary tylno-środkowej leżą bardziej z przodu niż pary tylno-bocznej. Jamka karapaksu jest wygięta, opatrzona dwiema parami szczecinek fowealnych. Nadustek jest niski. Pomarańczowobrązowe szczękoczułki mają 6 dużych i 7 małych ząbków na przedniej krawędzi bruzdy oraz 1 większy ząbek, 5 mniejszych ząbków i od 30 do 40 ziarnistości w nasadowo-środkowej części bruzdy. Barwa wargi dolnej i szczęk jest pomarańczowobrązowa. Pomarańczowobrązowe z brązowymi brzegami sternum ma odsunięte od krawędzi sigille. Odnóża są pomarańczowobrązowe z brązową plamą na spodzie bioder, brązową listwą na krętarzach, brązowymi łatami na udach i czwartej pary rzepkach oraz brązowym obrączkowaniem na goleniach i nadstopiach. Pazurki parzyste mają od 6 do 10 ząbków rozmieszczonych w S-kształtnym szeregu, a pazurek trzeci do dwóch ząbków. Opistosoma jest z wierzchu czerwonobrązowa z sześcioma parami nieregularnych, bladych pasków, od spodu zaś brązowa z poprzeczną, bladą przepaską przed wieczkami płuc. Genitalia samicy zawierają dwie spermateki, każda złożona z dwóch płatów, z których wewnętrzny jest prosty, a zewnętrzny grubszy i pośrodku przewężony.

## Ekologia i występowanie
Pająk ten występuje endemicznie w równikowych lasach deszczowych Nowej Kaledonii. Znajdywany jest na rzędnych około 1200 m n.p.m. Znany jest tylko z okolic lokalizacji typowej.